# NGC 2063
NGC 2063 is een open sterrenhoop in het sterrenbeeld Orion. Het hemelobject werd op 26 december 1783 ontdekt door de Duits-Britse astronoom William Herschel.